# Udriște Năsturel
Udriște Năsturel (n. circa 1596 – d. 1659) a fost cărturar, autor de versuri și traducător român din Țara Românească.
Boier, logofăt al II-lea în timpul domniei lui Matei Basarab și mare logofăt în timpul lui Constantin Șerban, era cumnat cu acesta. Venind în contact cu cultura europeană a vremii, a achiziționat cărți valoroase din această epocă. A avut o contribuție de seamă la introducerea limbii române în biserică și în activitatea tipografiilor de la Govora și Târgoviște. Prin legăturile sale a contribuit la schimbul de tipărituri românești între Țara Românească, Moldova și Transilvania.
În satul Herești, există, bine conservat, conacul familiei Udriște, iar liceul din comuna Hotarele, județul Giurgiu, poartă numele acestui important boier cărturar.

## Traducător în limba română
A tradus în limba română, după un intermediar slav, romanul popular „Varlaam și Iosaaf” (1649) și a scris prefața la „Cazania de la Govora” (1642)
A mai tradus tratatul politico-filosofic și testamentar denumit Învățăturile lui Neagoe Basarab către fiul său, Teodosie. 

## Traducător în limba slavonă
Prima traducere cunoscută în limba slavonă a lucrării lui Thomas a Kempis, Imitatio Christi, este datorată lui Udriște Năsturel. Traducerea a fost realizată și tipărită în secolul al XVII-lea, la Mănăstirea Dealu.